# 扎加诺斯帕夏
扎加诺斯帕夏（土耳其語：Zağanos Paşa；？-1462年或1469年），奥斯曼帝国将领、官员，于苏丹穆罕默德二世在位时出任奥斯曼帝国海军元帅“卡普丹帕夏”、帝国宰相“大维齐尔”。他出身於基督徒家庭，少年时通过德夫希尔梅制度被征募，通过改信伊斯兰教和多年的训练培养后，被纳入帝国新军“耶尼切里”，并且從中脱颖而出，成为了一名出色的指挥官和“拉拉”——相当于身兼苏丹的幕僚、顾问、导师和护卫等职。在征服君士坦丁堡之时，他击倒政敌钱达尔勒·哈利勒帕夏而成为了大维齐尔。后来，他还曾出任马其顿色萨利的总督。

## 生平

### 出身与早年
扎加诺斯出身基督徒家庭，儿时被奥斯曼帝国政府通过“德夫希尔梅”制度征募，他在“耶尼切里”军团中长大。关于他的籍贯或说血统，不同资料是不一致的，罗马尼亚历史学家尼古拉·约尔加引述Pusculus认为，扎加诺斯原为阿尔巴尼亚人。 E·戈德堡、R·卡萨巴和J·S·米格德尔认为他是希腊人或塞尔维亚人。大卫·尼古拉、J·F·哈尔东和S·R·特恩布尔认为他是南斯拉夫人或阿尔巴尼亚人。M·菲利皮季斯认为他是希腊人或阿尔巴尼亚人。
在被政府征募以后，扎加诺斯改信了伊斯兰教，并成为了一名虔诚的穆斯林。当穆罕默德二世于1446年被罢黜的时候，扎加诺斯曾一直追随他的左右。

### 征服君士坦丁堡

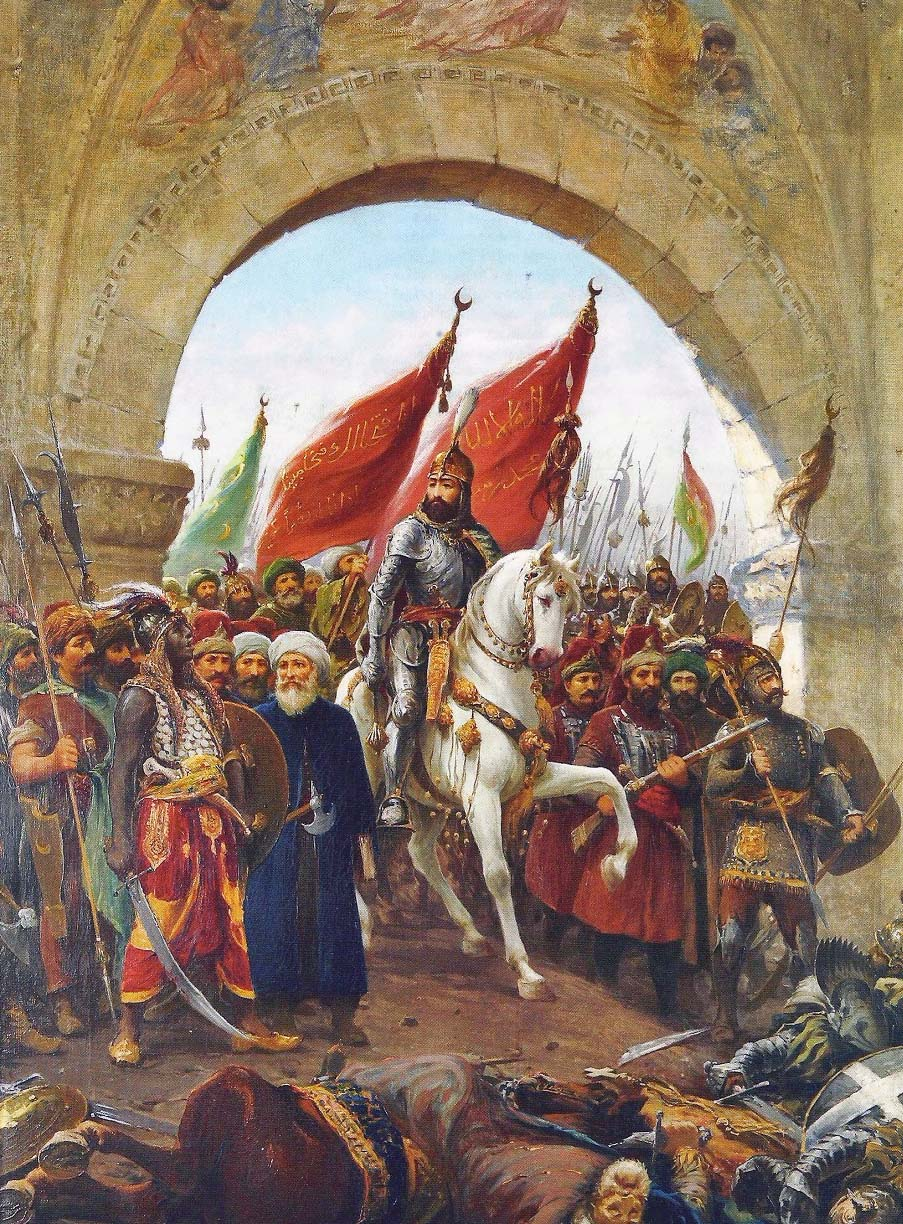
苏丹穆罕默德二世进入君士坦丁堡，福斯托·佐纳罗（1854–1929）绘制。

在1453年征服君士坦丁堡之战中，大量的奥斯曼军队在金角湾南岸驻扎，扎加诺斯则负责率领其他军队在金角湾北岸驻扎。在正面攻击无果后，奥斯曼人曾试图通过挖掘隧道突破君士坦丁堡城墙。当时许多挖地道的工兵都是塞尔维亚专制君主从新布尔多送来的日耳曼矿工，他们被置于扎加诺斯的麾下。在战争胶着之时，穆罕默德遣使劝降，要求拜占庭将君士坦丁堡让给奥斯曼，拜占庭皇帝君士坦丁十一世则打算以增加对苏丹的贡金和承认奥斯曼帝国对已控制土地的占领来求和。在穆罕默德与高级官员商议时，扎加诺斯驳斥了大维齐尔钱达尔勒·哈利勒帕夏放弃围城的意见，而坚持立即进攻。当年不久后，哈利勒帕夏被控受贿而处死。
占领君士坦丁堡之后，苏丹又派扎加诺斯率船队到加拉塔以阻止拜占庭的船只起航。哈利勒帕夏通敌的传言很可能是扎加诺斯派系的人传播的。扎加诺斯继哈利勒帕夏之后出任了大维齐尔。然而1456年，扎加诺斯成为远征匈牙利人控制的贝尔格莱德战争失败的替罪羊。扎加诺斯的女儿被逐出苏丹的后宫，两人被驱逐到巴勒克埃西爾，扎加诺斯可能在当地原有产业。1459年，扎加诺斯复出，并成为正快速成长的奥斯曼海军的海军元帅“卡普丹帕夏”，次年，他成为马其顿色萨利的总督。

## 个性与外貌
扎加诺斯据称是一个高大而睿智的人。在当时被称为最残酷的奥斯曼统帅、基督徒的敌人。他对穆罕默德绝对的忠诚，在默罕默德还是王子的时候，他就明白自己的成就依赖于自己主公的成功。扎加诺斯是一个认为奥斯曼帝国应当不断扩张来使敌人失衡的军人。他因其好战的信仰和在1453年征服君士坦丁堡之战中的突出表现而知名。

## 军事成就
在对君士坦丁堡之后的围困之中，首先占领那些塔的军队，包括第一个到达塔上的士兵乌卢巴特勒·哈桑都是扎加诺斯的麾下。在围城战中，很多工兵都被置于扎加诺斯的麾下，苏丹几乎专门采纳扎加诺斯的建议。穆罕默德二世为表彰他的忠诚与正直，以他和另外两个维奇尔哈利勒帕夏、萨里卡帕夏的名字来命名如梅利堡垒的三座塔，其中南侧的塔是以扎加诺斯帕夏的名字命名的。

## 家庭
扎加诺斯帕夏的一个女儿嫁给了苏丹穆罕默德二世，另一个女儿嫁给了韦利·马哈茂德帕夏。

## 墓地
扎加诺斯帕夏及其家族的墓地位于巴勒克埃西爾的扎加诺斯帕夏清真寺。